# Christi Auferstehung (Kaunas)

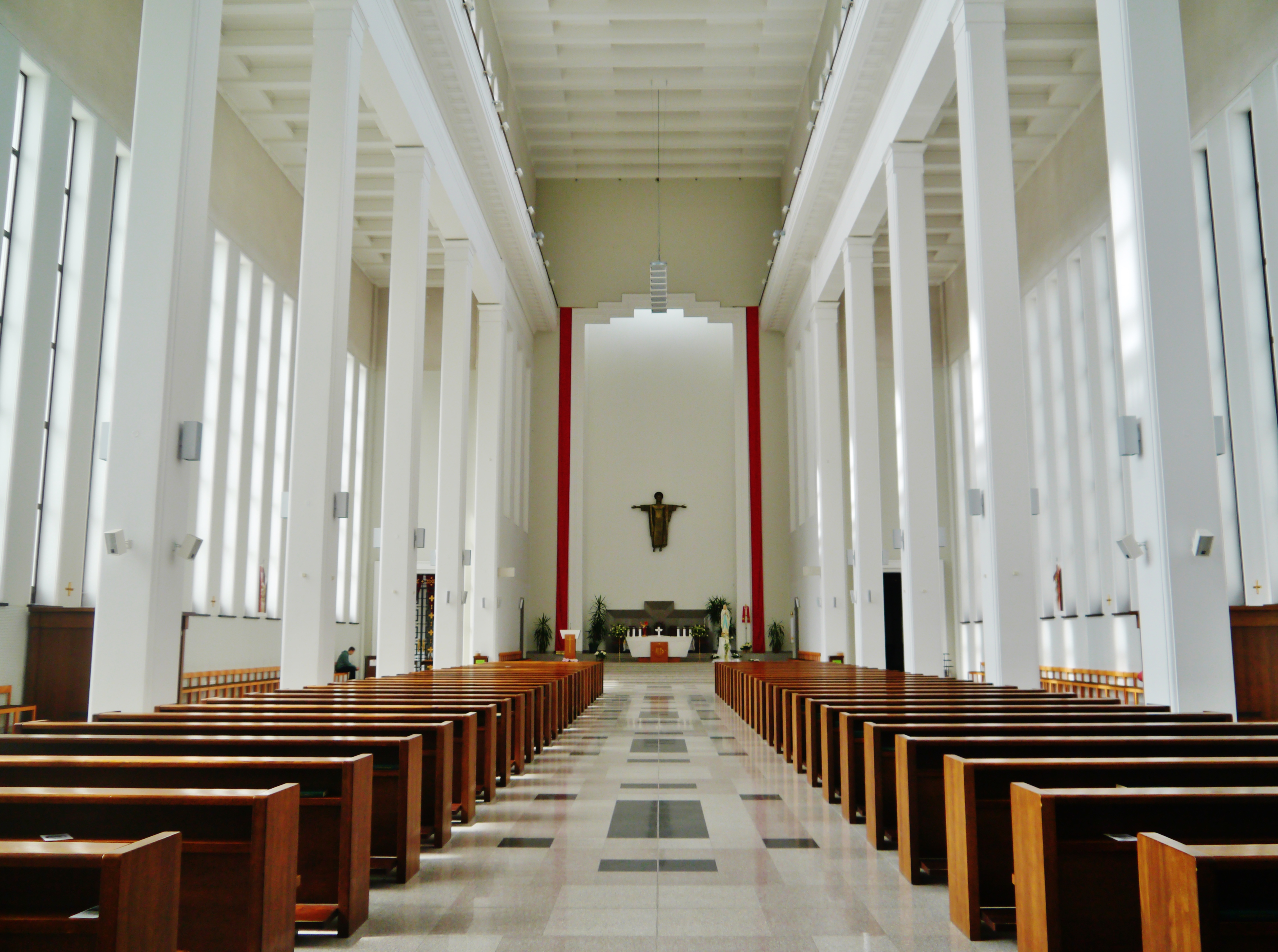
Innenansicht

Die Kirche Christi Auferstehung (lit. Kauno Kristaus prisikėlimo bažnyčia) ist eine römisch-katholische Basilika in Kaunas, Litauen. Sie ist eine von acht mit dem Titel Basilika ausgezeichneten Kirchen in Litauen und eng mit der jüngeren Geschichte des Landes verknüpft.
Die Kirche befindet sich im Stadtteil Žaliakalnis.

## Geschichte
Nachdem Litauen 1918 unabhängig geworden war, wurden 1922 erste Überlegungen zum Bau einer neuen Kirche angestellt. Diese sollte Dank für die Unabhängigkeit ausdrücken, aber auch ein Symbol des Nationalbewusstseins sein, sichtbar auch im Namensbestandteil Auferstehung. Nach Vorplanungen und mehreren Ausschreibungen wurde 1933 ein Entwurf im Stil der Neuen Sachlichkeit des Architekten Kārlis Reisons (1894–1981) ausgewählt. 1934 wurde mit den Arbeiten begonnen, der Grundstein, ein Stein vom Ölberg in Jerusalem, wurde 1935 gesetzt. Nach einem Jahr Bauunterbrechung wegen fehlender Geldmittel konnten die Bauarbeiten fortgesetzt und 1940 beendet werden. Doch schon ein Jahr später, während der deutschen Besatzung (1941–1944) wurde die Kirche profan als Papierlagerhalle genutzt. In der folgenden sowjetischen Zeit wurde die Zweckentfremdung und Profanierung fortgesetzt: das Gebäude wurde wieder beschlagnahmt und als Fabrik für Radioapparate (Radiowerk Banga) genutzt.
Im Jahr 1989 wurde das Gebäude der katholischen Kirche zurückgegeben. Wegen der vorangegangenen Nutzung  waren Restaurierungsarbeiten unumgänglich, aber im Jahr 2004 konnte die Kirche erneut geweiht werden.
2015 wurde ihr durch Papst Franziskus der Rang einer Basilica minor verliehen.
Die Pfarrkirche gehört zum 1. Dekanat Kaunas im Erzbistum Kaunas und ist die Hauptkirche dieses Dekanats. Neben der Nutzung als Pfarrkirche wird das Gebäude auch als Veranstaltungsraum, zum Beispiel für Konzerte und Tagungen, genutzt.

## Beschreibung

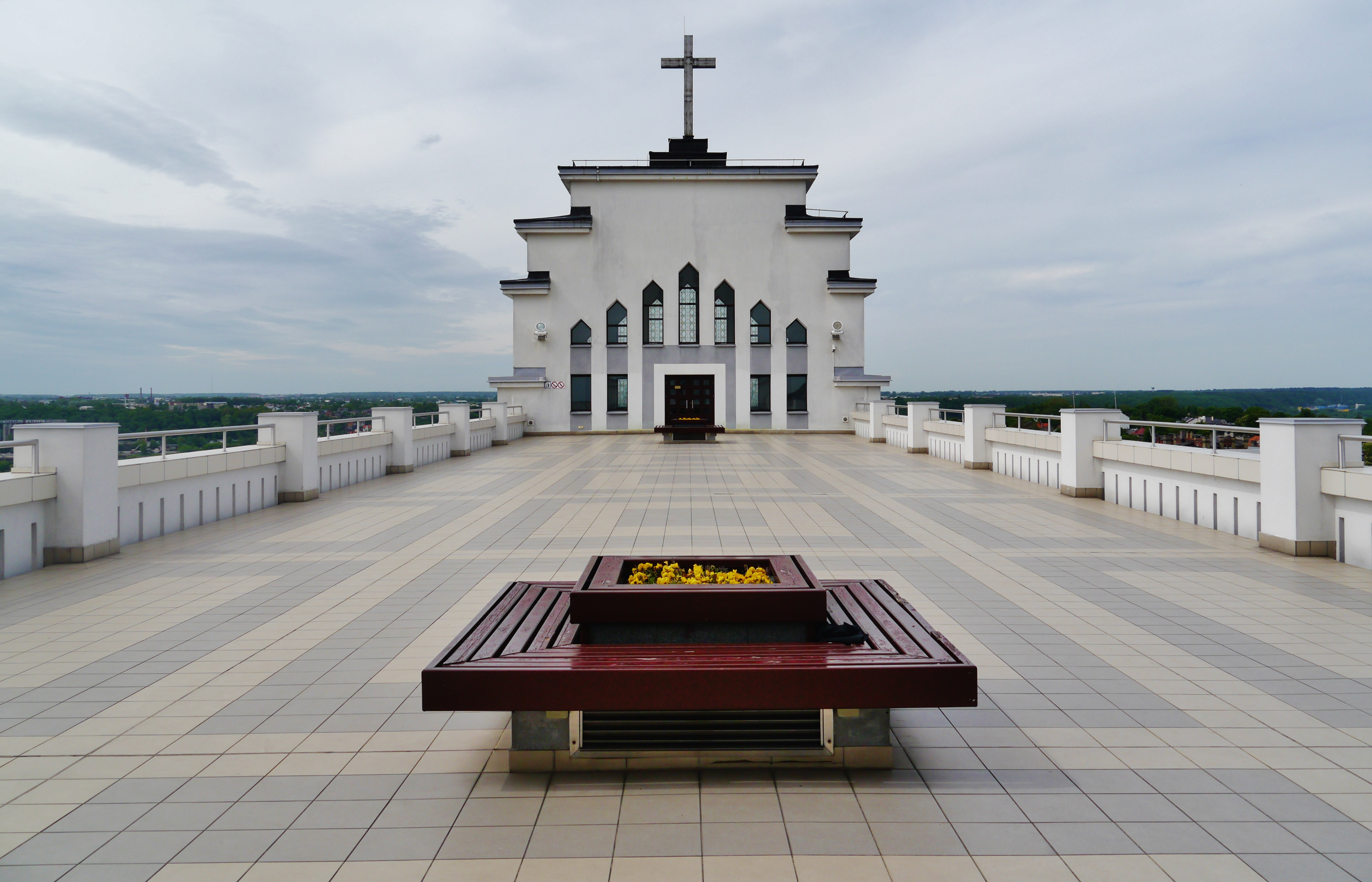
Dachterrasse, Kapelle

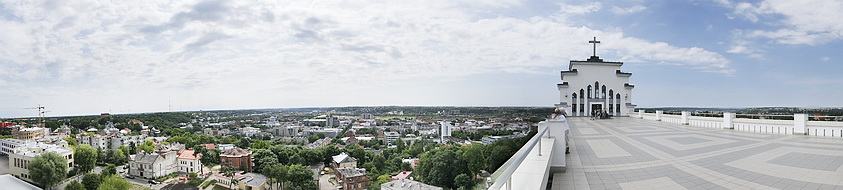
Panorama von Kaunas

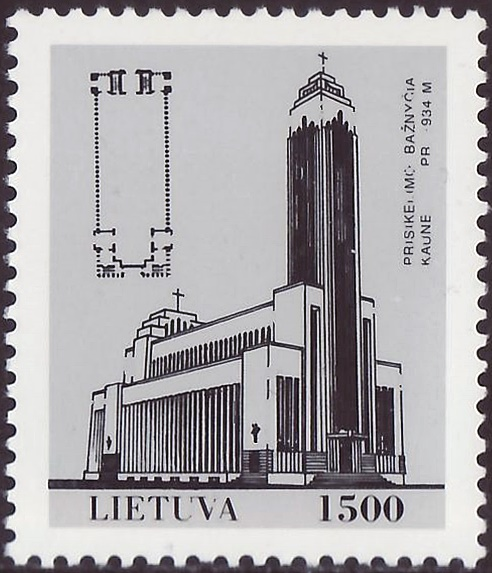
Briefmarke

Das langgestreckte  Gebäude im Stil einer Basilika mit hohem Mittelschiff und zwei niedrigeren Seitenschiffen fällt auf durch seine starke vertikale Betonung: die Wände sind durch sehr dicht nebeneinander liegende schmale hohe Fensterbänder sehr stark strukturiert. Weiterhin fällt das Gebäude auch durch seinen 70 Meter hohen Turm an der Schmalseite des Haupteingangs auf, der ebenso vertikal betont ist. Das Mittelschiff hat in 28 Metern Höhe ein begehbares Flachdach, eine Dachterrasse, die auch Aussichtsplattform ist und eine gute Aussicht auf die Stadt Kaunas bietet. An der dem Turm gegenüber liegenden Seite erhebt sich über dem Altarbereich die Kapelle der Jungfrau Maria von Šiluva, die zum Gedenken derer errichtet wurde, die für die Freiheit des Landes gestorben sind. Flachdach und Kapelle können über den Kirchturm erreicht werden, über eine Treppe mit 186 Stufen oder mittels eines Personenaufzugs.
Der rechteckige Innenraum  mit den Maßen 69 mal 26 Meter wirkt durch die vielen vertikalen klar verglasten Fensterbänder sowie helle Materialien und Anstriche sehr licht und geräumig. Der Chorraum ist relativ klein, er wird unter anderem belichtet durch ein Rundfenster im oberen Teil, das aber durch die Wand über dem angedeuteten Chorbogen verdeckt wird und daher vom Kirchenschiff aus nicht sichtbar ist. An der Altarrückwand ist die Skulptur des Auferstandenen Christus aus dem Jahr 1965 zu sehen, die 2009 aus einem Kloster in den Vereinigten Staaten nach Kaunas kam. Ansonsten ist das Kircheninnere weitgehend schmucklos.

## Trivia
- Eine Briefmarke der Litauischen Post aus dem Jahr 1993 zeigt eine gezeichnete Ansicht und den Grundriss der Auferstehungskirche in Kaunas.
- Auf dem Cover des Romans "Windheim" von Patrick Beck ist der Kirchturm der Auferstehungskirche abgebildet.